# Société du Christ pour les émigrants de Pologne
La Société du Christ pour les émigrants de Pologne (Societas Christi pro Emigrantibus Polonis) est une société de vie apostolique fondée par le cardinal Hlond, alors primat de Pologne, le 8 septembre 1932, avec l'assistance du père Ignace Posadzy. Elle regroupe environ 400 prêtres aujourd'hui.

## Historique
Après l'indépendance de la Pologne en 1918, les autorités ecclésiales se soucient des besoins matériels et spirituels des Polonais demeurant en dehors de Pologne. Le cardinal Hondl prend conseil auprès du Saint-Siège, pour répondre à ces besoins, et fonde, selon les directives de Pie XI (qui avait été nonce dans la région), cette nouvelle société. Il charge son cofondateur, le père Posadzy, de sa mise en œuvre. Plus tard il fonde également les sœurs missionnaires du Christ Roi pour immigrants Polonais.
Le Decretum Laudis est émis par Rome en 1950, reconnaissant ainsi la présence de la Société dans l'Église universelle. Après l'Octobre polonais de 1956, la situation change pour les prêtres de la Société du Christ. Les premiers prêtres commencent à recevoir le droit de voyager de la part des autorités communistes et certains peuvent ainsi visiter les communautés polonaises importantes des États-Unis, de France, d'Allemagne, d'Australie, du Canada et du Brésil, et à y administrer des paroisses.
Sa maison provinciale en France est à Aulnay-sous-Bois. Les pères de la Société du Christ administrent les missions polonaises et paroisses polonaises d' Argenteuil,  Aulnay-sous-Bois, Bagnolet, Bruay-la-Buissière, Dijon (à Saint-Paul), Dunkerque, Fréjus-Plage (à Saint-François-d'Assise de Grimaud, à Saint-Jean-Bosco de Toulon, etc.), Guesnain, La Ricamarie, Le Creusot, Lille, Roubaix, Rouvroy, Saint-Denis[Lequel ?], Saint-Vallier, Sartrouville (à Sainte-Bernadette) et Wingles-Sallaumines.

## Structure
La Société du Christ pour les émigrés de Pologne est dirigée par un supérieur général assisté d'un conseil général. Elle est divisée en provinces dirigée chacune par un provincial. Ce sont:
- Province d'Allemagne: partagée en trois régions, l'Allemagne (14 paroisses) et la Hongrie (1 paroisse); l'Italie (7 paroisses); et la Hollande (7 paroisses)
- Province d'Amérique du Nord: partagée en deux régions: les États-Unis (26 paroisses) et le Canada (6 paroisses); maison provinciale à Lombard (Illinois)
- Province d'Amérique du Sud (22 paroisses): partagée en trois régions, l'Argentine, le Brésil et l'Uruguay
- Province d'Australie: partagée en deux régions, l'Australie (14 paroisses) et la Nouvelle-Zélande (2 paroisses)
- Province de France: partagée en deux régions, la France (22 paroisses) et l'Espagne (5 paroisses)
- Province de Grande-Bretagne: partagée en trois régions, la Grande-Bretagne (19 paroisses); l'Irlande (5 paroisses) et l'Islande (5 chapelles); et l'Afrique du Sud (3 paroisses)
- Province de Pologne: partagée en deux régions, le nord et l'ouest

Elle englobe aussi une délégation œuvrant dans les anciens pays d'URSS ou du bloc de l'Est: 5 missions en Biélorussie, 3 missions au Kazakhstan (dont une à Tchkalovo), 6 missions en Ukraine et une mission en Roumanie.